# Panaxia privata
Panaxia privata là một loài bướm đêm thuộc phân họ Arctiinae, họ Erebidae.